# 勝川町西
勝川町西（かちがわちょうにし）は、愛知県春日井市にある地名。現行行政地名は勝川町西1丁目から勝川町西4丁目。

## 地理
春日井市南西部に位置する。

## 世帯数と人口
2021年（令和3年）10月1日現在の世帯数と人口は以下の通りである。
| 丁目          | 世帯数  | 人口  |
| ------------- | ------- | ----- |
| 勝川町西1丁目 | 48世帯  | 116人 |
| 勝川町西2丁目 | 122世帯 | 260人 |
| 勝川町西3丁目 | 51世帯  | 102人 |
| 勝川町西4丁目 | 142世帯 | 314人 |
| 計            | 363世帯 | 792人 |

## 学区
市立小・中学校に通う場合、学校等は以下の通りとなる。また、公立高等学校に通う場合の学区は以下の通りとなる。
| 字・丁目 | 小学校               | 中学校               | 高等学校普通科 |
| -------- | -------------------- | -------------------- | -------------- |
| 全域     | 春日井市立山王小学校 | 春日井市立知多中学校 | 尾張学区       |

## 施設

### 勝川町西1丁目
- 追進公園

### 勝川町西4丁目
- 西浦公園

## 交通
- 国道19号
- 国道302号
- 愛知県道59号名古屋中環状線
- 愛知県道162号松河戸西枇杷島線